# 解放布蘭妮運動

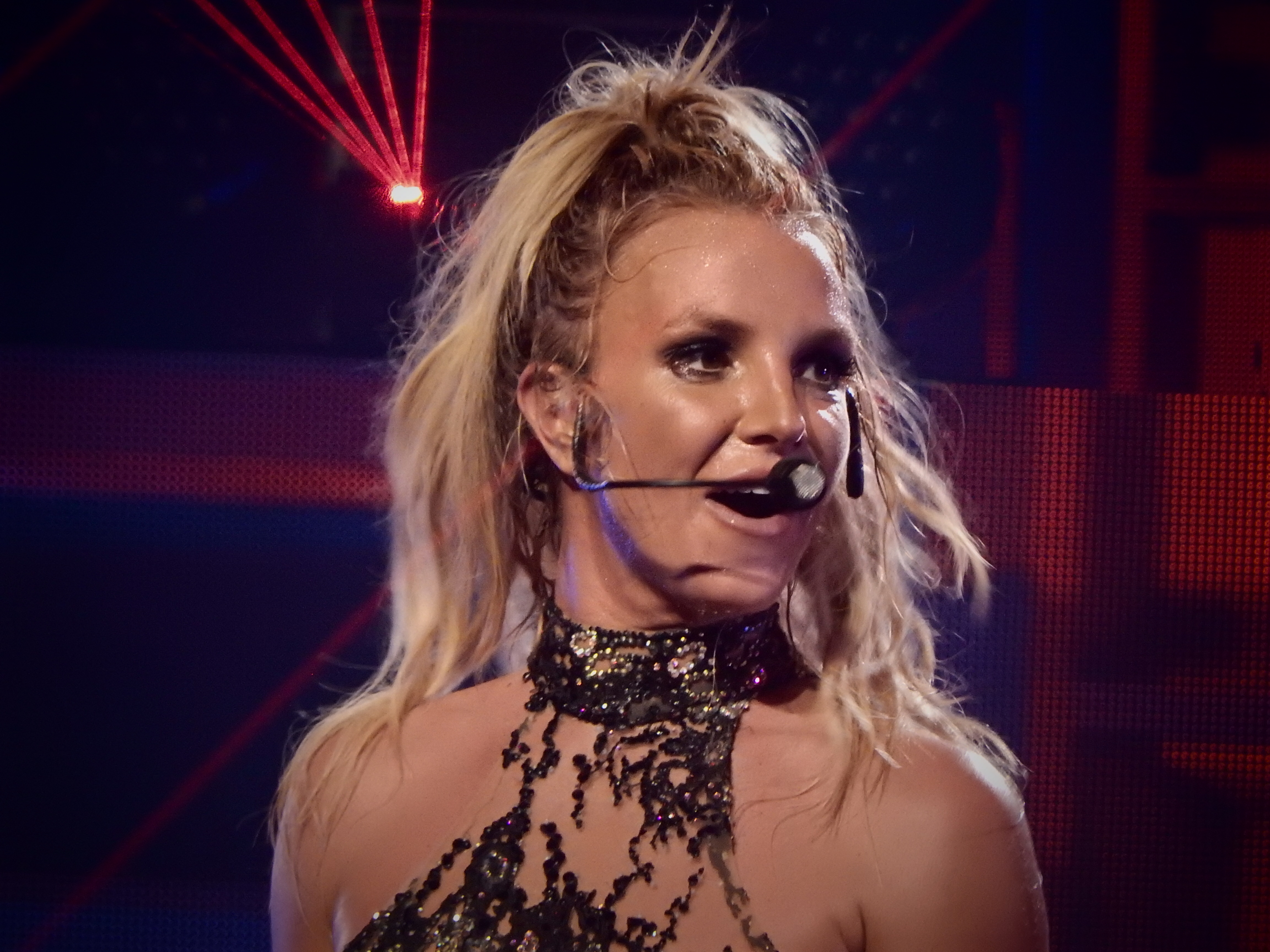
布兰妮·斯皮尔斯在2016年苹果音乐节上的表演

解放布兰妮运动（英語：Free Britney movement）是一场美国社会运动，参与者要求让歌手布兰妮·斯皮尔斯结束2008年开始的监护制度并独立生活。2019年，因爲出現了此前在年初圍繞斯皮爾斯在精神病院的指控，這一運動在美國民間開始普及。2021年11月12日，監護權被正式終止。

## 事件背景
2008年，布兰妮·斯皮尔斯两次被送入精神卫生机构接受强制治疗。当时，她的个人生活跌宕起伏，经历了与凯文·费德林的离婚案、剃光头事件、与狗仔隊发生肢体冲突、以及丧失两个儿子的抚养权等事件。在第二次强制治疗之后，布兰妮的父亲詹姆斯·帕内尔·斯皮尔斯提出申请，要求对布兰妮实施监护；同年，该监护被更改为永久监护。斯皮尔斯作为布兰妮的个人事务的监护人，以及与安德鲁·沃莱特一起担任她的财务的共同监护人，后者从2009年开始担任该职位。
在监护实施期间，布兰妮发行了四张录音室专辑，其中《马戏团》（2008年）和《蛇蝎美人》（2011年）两张专辑获得了白金认证。她还在2012年担任了真人秀比赛《X音素》第二季的评委。从2013年到2017年，布兰妮在拉斯维加斯举行了名为布兰妮：破碎的我的驻场演唱会，驻场演唱会的收入超过1.37亿美元。
2018年，布兰妮的妹妹洁美·琳·斯皮尔斯成为她遗产的托管人。同年，布兰妮父亲斯皮尔斯患上了结肠破裂。布兰妮宣布考虑到父亲的健康问题，她决定取消原定于2019年1月开始的第二场拉斯维加斯驻唱安排。2019年3月，沃利特在11年后辞去了共同监护人的职务。布兰妮在同月进入一家精神卫生机构接受治疗，据称是因为父亲的健康问题带来的精神压力。

## 事件起始与结果

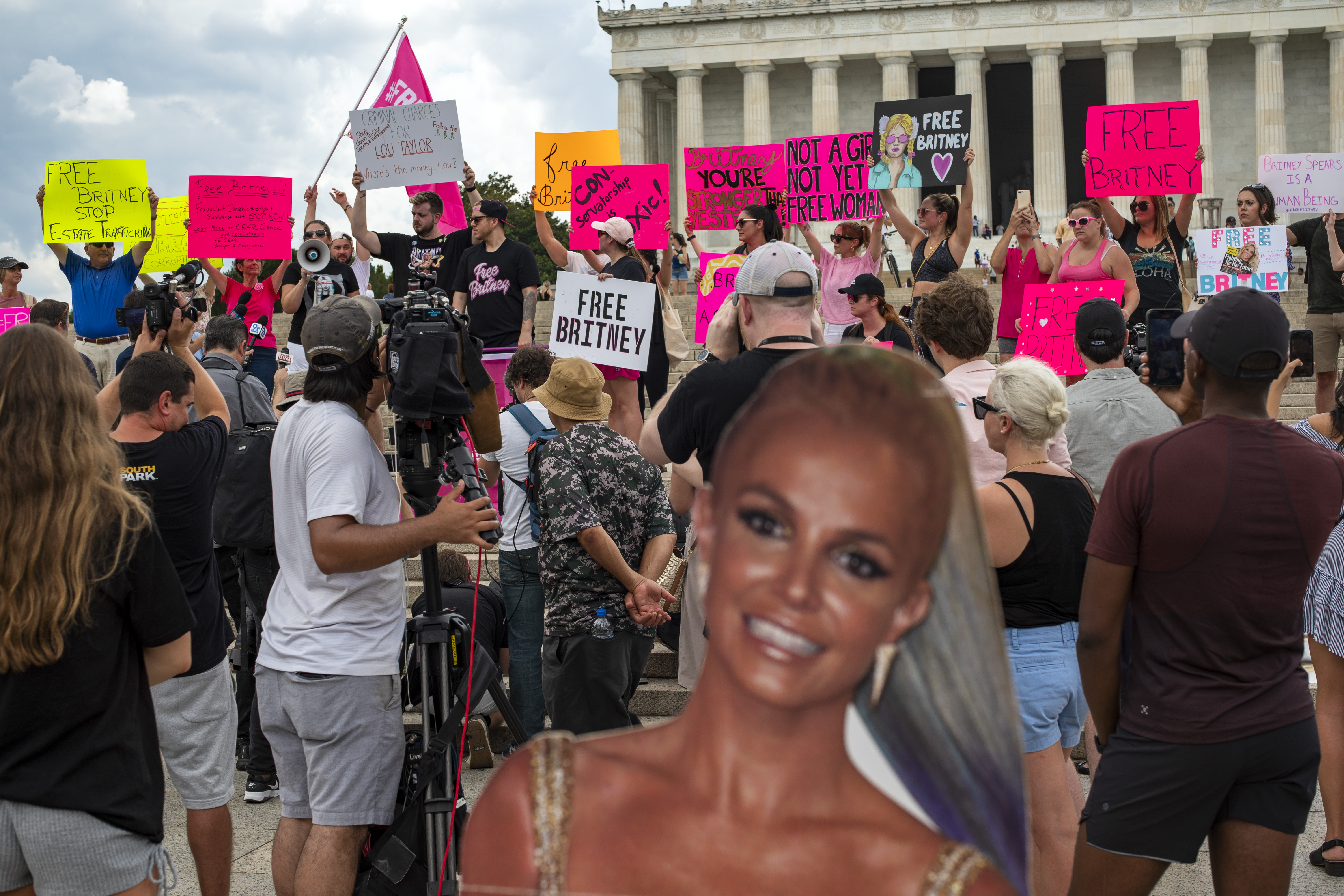
2021年，在林肯纪念堂前的解放布兰妮运动

2019年4月，一档叫做“Britney's Gram”的播客公布了一段匿名人士的语音留言，该人士自称是布兰妮法律团队的前成员。该人士称，由于布兰妮拒绝服药，原计划在拉斯维加斯举办的第二轮驻唱演唱会被父亲斯皮尔斯取消；在布兰妮违反了禁止她驾车的规定后，她从2019年1月起被强制关进精卫中心；以及她的监护原本在2009年就应该结束了。在这期播客节目结束之后，一场被称为#FreeBritney（#解放布兰妮）的关于停止布兰妮监护的运动开始兴起。4月22日，粉丝们在西好莱坞市政厅前举行抗议活动，要求将布兰妮从精神病院释放。几天后，布兰妮向她的粉丝们保证健康无恙，并当月稍晚时间离开了精神病院。5月，本案的主审法官布伦达·J·彭尼在一场听证会中下令对监护安排做出“专家评估”。9月，在斯皮尔斯与布兰妮的一位儿子之间涉嫌发生肢体冲突后，法庭批准了前夫费德林针对斯皮尔斯的人身限制令要求。斯皮尔斯于同月称他由“个人健康原因”决定辞去个人事务监护人的职务；由乔迪·蒙哥马利——一位有执照的监护人——临时代替他担任监护人。
2020年8月17日，布兰妮的法庭指定律师塞缪尔·英厄姆 (Samuel Ingham) 向法院传达了布兰妮希望对监管权做出的改变，包括永久任命蒙哥马利为她的监护人，并使用商业信托来替代斯皮尔斯担任她的财务监护人。该月晚些时候，法官彭尼将蒙哥马利的监护期限延长至2021年2月。2020年11月，彭尼批准家族办公室贝瑟曼信托与父亲詹姆斯·帕内尔·斯皮尔斯一起管理斯皮尔斯的财产。 2021年2月，纽约时报拍摄的纪录片《陷害布兰妮·斯皮尔斯》在美国播出，这部片子记载了布兰妮在监护实施下的职业生活。《纽约时报》于2021年6月发表了一篇文章，称她多年来一直私下努力结束监护。
布兰妮于2021年6月23日在庭审中指控包括她父亲在内的家人以及经纪团队对她进行虐待、胁迫。她还表达了她希望有权指定律师和结婚生子的愿望，同时要求法官彭尼在未经精神评估的情况下终止监护。当月晚些时候，贝瑟默信托公司宣布不再担任布兰妮的财产监护人。7月，拉里·鲁道夫和英厄姆先后辞任布兰妮律师一职。在本月晚些时候的听证会上，法庭批准布兰妮自行指定律师。马修·罗森加特被法庭批准担任布兰妮的律师；罗森加特在庭外宣布他将会激进地中止监护。在多年没有公开评论监护案件之后，布兰妮在同一天使用#FreeBritney（#解放布兰妮）标签在Instagram上发帖。本月晚些时候，罗森加特提交了一份请愿书，要求取消斯皮尔斯的财产管理人职务。 
2021年8月，斯皮尔斯同意到时辞去布兰妮遗产管理人的职务，但仍然坚持认为他“不应被停职或免职”。同月，布兰妮在社交媒体上表示自己得到了人生的第一台iPad。
2021年9月7日，斯皮尔斯向法院申请终止对布兰妮的监护；29日，法庭取消斯皮尔斯的监护人资格，改由会计师约翰·扎贝尔担任监护人。法庭将在11月12日举行听证会决定是否完全撤销监护，最終於11月12日下令完全解除，立即生效。

## 社会回应
该运动在2019年以来获得诸多明星声援，包括歌手雪儿和麦莉·赛勒斯以及帕丽斯·希尔顿。在布兰妮于2021年6月的法庭演讲之后，歌手玛丽亚·凯莉和布兰迪·诺伍德以及女演员罗斯·麦高恩在内的更多公众人物公开声援中止监护。歌手贾斯汀·汀布莱克和克里斯蒂娜·阿奎莱拉（前者是布兰妮的前男友）也表达声援。2015年与布兰妮合作的澳大利亚说唱歌手伊基·阿塞莉娅说道，她“亲眼目睹了斯皮尔斯的行径”，就跟布兰妮描述的一样。
2020年7月，布兰妮的哥哥布莱恩·斯皮尔斯表示，监护对他的家庭有益。8月，斯皮尔斯把这场运动称作“笑话”，说参与者都是“阴谋论者”。布兰妮的妹妹潔美·琳·斯皮爾斯在2021年6月表示，她私下里支持布兰妮，她对布兰妮要求终止监护感到“非常自豪”。 
2021年7月，美国众议员马特·盖茨、玛乔丽·泰勒·格林、伯吉斯·欧文斯和安迪·比格斯邀请布兰妮在美国国会面前就她的监护一案作证。美国参议院议员伊丽莎白·沃伦和鲍勃·凯西 援引布兰妮的情形并呼吁美国卫生与公众服务部和美国司法部给他们提供监护案件的数据，好让他们给监护体系提出政策建议。在承诺帮助布兰妮终止监护（如布兰妮本人有意终止）后，非营利组织美国公民自由联盟以法庭之友身份向法庭表达支持布兰妮自行指定律师的请求。代表南希·梅斯和查理·克里斯特提出了一项法案，以保护受保护者免受针对该运动的虐待和剥削安排。科罗拉多州州长贾里德·波利斯在同月表达了他对布兰妮和这场运动的支持。
9月30日，加州州长加文·纽森将“解放布兰妮法案”签署生效。该法案将通过堵塞漏洞和提高监护程序的透明度来改革监护制度。